# Gmina Cegłów
Die Gmina Cegłów ist eine Stadt-und-Land-Gemeinde im Powiat Miński der Woiwodschaft Masowien in Polen. Sie hat etwa 6070 Einwohner und ihr Sitz ist die gleichnamige Stadt mit mehr als 2300 Einwohnern.

## Geographie

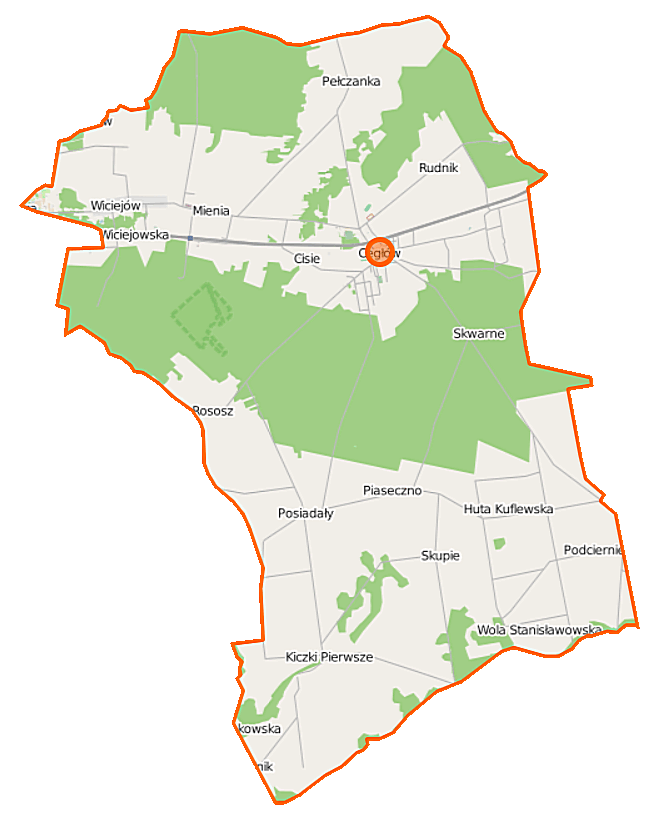
Karte der Gemeinde

Die Gemeinde liegt im Osten der Woiwodschaft. Die Hauptstadt Warschau liegt etwa vierzig Kilometer westlich, die Kreishauptstadt Mińsk Mazowiecki acht Kilometer nordwestlich. Nachbargemeinden sind Jakubów im Norden, Kałuszyn im Nordosten, Mrozy im Osten, Latowicz im Süden, Siennica im Südwesten und die Landgemeinde Mińsk Mazowiecki im Nordwesten.

## Geschichte

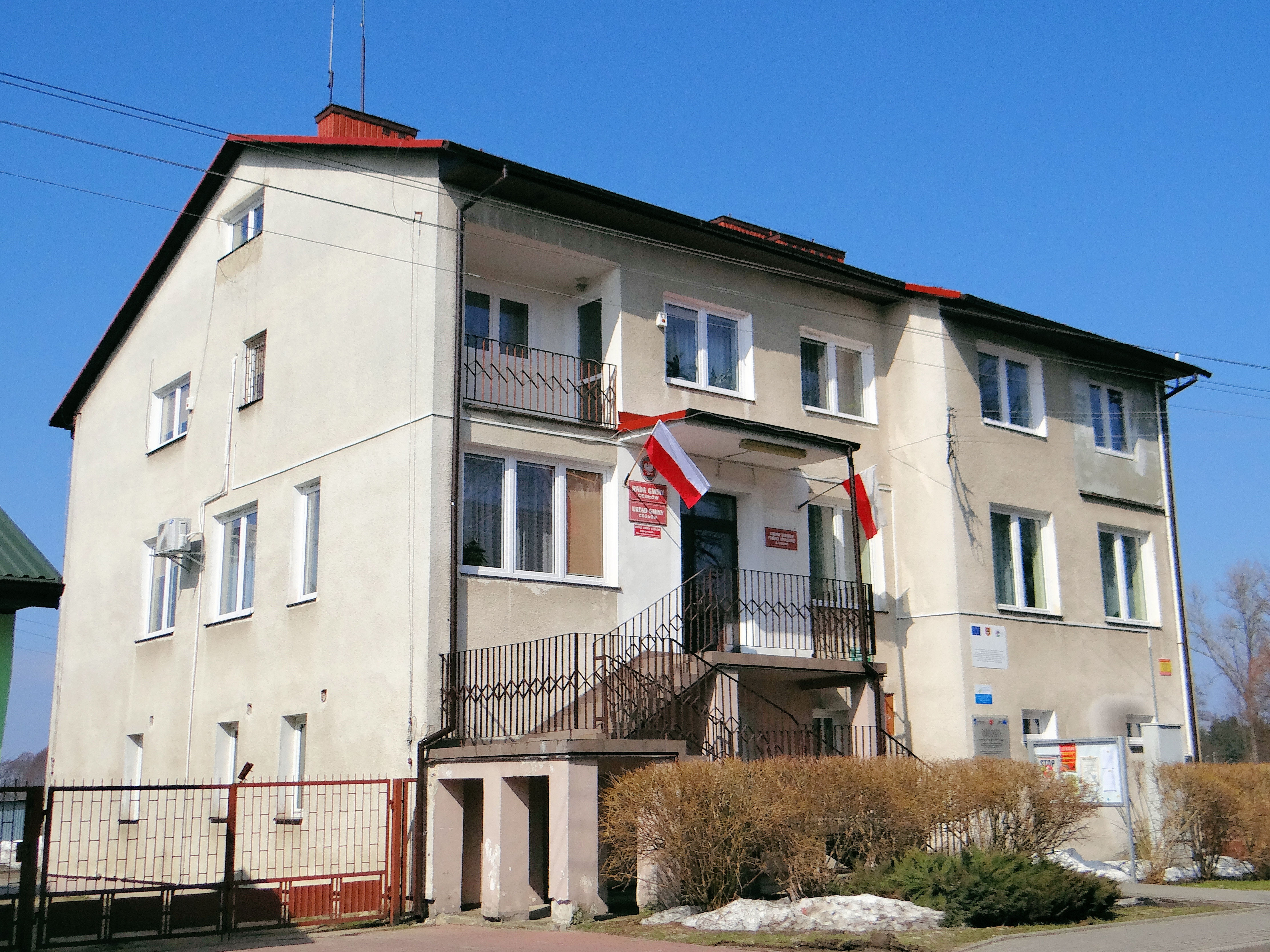
Sitz der Gemeindeverwaltung in Cegłów

### Verwaltungsgeschichte
Die Landgemeinde Cegłów war von 1954 bis 1972 in Gromadas aufgelöst. Von 1975 bis 1998 war der Powiat aufgelöst und die Gemeinde kam zur Woiwodschaft Siedlce. Zum 1. Januar 1999 kam die Gemeinde wieder zum Powiat Miński der Woiwodschaft Masowien. Zum 1. Januar 2022 erhielt Cegłów die 1870 entzogenen Stadtrechte zurück und die Gemeinde bekam den Status einer Stadt-und-Land-Gemeinde.
Die Arbeitslosigkeit lag zum Jahresende 2021 mit 6,1 Prozent über der des Landes (5,4 %) und der Woiwodschaft (4,6 %).

### Einwohnerzahlen
Die Einwohnerzahl der Gemeinde ist von 6720 (1998) auf 6072 (2020) nahezu kontinuierlich gesunken (jeweils 31. Dezember):
1995: 6686
2000: 6528
2005: 6401
2010: 6232
2015: 6194
2020: 6072

## Gliederung
Zur Stadt-und-Land-Gemeinde (gmina miejsko-wiejska) Cegłów gehören die Stadt selbst sowie achtzehn Dörfer mit insgesamt zwanzig Schulzenämtern (sołectwa):
Cegłów 1 & 2
Huta Kuflewska
Kiczki Pierwsze
Kiczki Drugie
Mienia
Pełczanka
Piaseczno
Podciernie
Podskwarne
Posiadały
Rososz
Rudnik
Skupie
Skwarne
Tyborów
Wiciejów
Wola Stanisławowska
Woźbin
Wólka Wiciejowska
Das Dorf Cisie wurde 1993 in die heutige Stadt eingemeindet. Weiler in der Gemeinde ohne Schulzenamt sind:
Gajówka Posiadały
Gajówka Rososz
Gajówka Rudnik
Gajówka Skwarne
Gajówka Sokolnik
Kokoszki
Leśniczówka Mienia
Leśniczówka Pełczanka
Leśniczówka Piaseczno

## Bildung
Die Gemeinde unterhält drei Grundschulen (Szkoła Podstawowa) in Cegłów, Piaseczno und Wiciejów mit insgesamt 341 Schülern. Neben drei öffentlichen Kindergärten (Przedszkole) in Cegłów und Piaseczno bestehen drei private Einrichtungen in Cegłów, Podciernie und Wiciejów. Die Bibliothek der Gemeinde war 2021 mit 31.876 Medieneinheiten ausgestattet und hatte vier Angestellte.

## Verkehr
Die Landesstraße DK2 und die Autobahn A2 führen nahe der Nordgrenze an der Gemeinde vorbei. An der Bahnstrecke von Warschau nach Terespol bestehen Haltepunkte in Cegłów und Mienia. Die nächsten Fernbahnhöfe sind Mińsk Mazowiecki und Mrozy. Der nächste internationale Flughafen ist Warschau.